# Bärenreiter
Bärenreiter is een uitgeverij voor klassieke muziek te Kassel.
Ze telt 140 medewerkers, vooral te Kassel maar ook te Bazel, Londen, New York en Praag. Barbara Scheuch Vötterle en Leonhard Scheuch leiden de zaak.
Karl Vötterle stichtte de uitgeverij in 1923 te Augsburg. In 1927 verhuisden ze naar Kassel. In 1933 begonnen ze werk van Hugo Distler uit te geven. In 1944 verhuisden ze naar Basel en dat was maar goed, want in 1945 vernietigden bombardementen de gebouwen.